# جوهانا فان جوخ بونجر
جوهانا جيزينا فان جوخ بونجر (4 أكتوبر 1862 - 2 سبتمبر 1925) محررة هولندية ترجمت مئات الرسائل من زوجها الأول، تاجر الفن ثيو فان جوخ وأخيه فينسنت فان جوخ ولعبت دور مهم في نمو شهرة فينسنت فان جوخ بعد وفاته.
في عام 1973 أسس فينسنت ويليم (1890-1978)، ابن جوهانا وثيو فان جوخ متحف فان جوخ في أمستردام، والذي سُمي على اسم عمه.